# Павлово (Лењинградска област)
Павлово (рус. Павлово) насељено је место са административним статусом варошице (рус. посёлок городского типа) на северозападу европског дела Руске Федерације. Налази се у централном делу Лењинградске области и административно припада Кировском рејону.
Према проценама националне статистичке службе за 2015. у вароши је живело 3.280 становника.
Статус насеља урбаног типа, односно варошице носи од 1950. године.

## Географија
Павлово се налази у централним деловима Лењинградске области, односно на крајњем западу Кировског рејона на око 42 километра источно од Санкт Петербурга, односно на око 15 километара југозападно од рејонског центра града Кировска. Насеље се налази на левој обали реке Неве, на месту где се у њу улива њена лева притока Мга.
На Неви код Павлова се налази речна лука.

## Историја
Насеље Павлово основано је 1923. године, а статус радничке вароши носи од 1959. године. У границама Кировског рејона је од 1977. године.

## Демографија
Према подацима са пописа становништва 2010. у вароши је живело 3.250 становника, док је према проценама националне статистичке службе за 2015. варошица имала 3.280 становника.
| 1939. | 1959. | 1970. | 1979. | 1989. | 2002. | 2010. | 2015. |
| ----- | ----- | ----- | ----- | ----- | ----- | ----- | ----- |
| ---   | 3,224 | 3,473 | 3,973 | 3,886 | 3,365 | 3,250 | 3,280 |